# Norrtjärnen (Malingsbo socken, Dalarna)
Norrtjärnen är en sjö i Smedjebackens kommun i Dalarna och ingår i Norrströms huvudavrinningsområde. Sjöns area är 0,01 kvadratkilometer och den befinner sig 279 meter över havet.